# Código Moral do Construtor do Comunismo
O Código Moral do Construtor do Comunismo (Em Russo: Моральный кодекс строителя коммунизма) foi um conjunto de doze regras morais que deveriam ser seguidas por todos os membros do Partido Comunista da União Soviética e da Juventude Comunista. 
O Código Moral foi adotado após o 22º Congresso do Partido da União Soviética em 1961,  como parte do novo Terceiro Programa.
O primeiro princípio é "Devoção à causa do comunismo".
As doze regras foram comparadas superficialmente aos Dez Mandamentos, porém elas se diferenciam também superficialmente. Embora em livros e na mídia de língua russa às vezes seja possível ver as afirmações sobre fundamentos na Bíblia, referindo-se, por exemplo, a "quem não trabalha, também não comerá" (Segunda Epístola aos Tessalonicenses 3:10); também usado na Constituição Soviética de 1936. Diferentemente dos Dez Mandamentos, as regras do código não eram regras de conduta engessadas; elas eram praticadas como regras de atitudes. Por exemplo, "Não cometerás adultério" de Moisés corresponderia vagamente a "Respeito mútuo dentro da família e preocupação acerca da educação das crianças" no Código.
Outra distinção notável é que o Código Moral fala em termos da relação de uma pessoa para com a sociedade, envés de termos de virtudes pessoais. Por exemplo, "Não roubarás" pode ser ligado vagamente a "Preocupação de todos acerca da preservação e multiplicação do bem comum".
O legislador e líder do Partido Comunista Guennadi Ziuganov comparou o Código Moral do Construtor do Comunismo com o Sermão da Montanha.

## Doze regras do Construtor do Comunismo
Estas são as regras escritas como parte do Terceiro Programa do Partido.
1. Lealdade ao Comunismo e amor à socialista Terra-mãe e outros países socialistas.
2. Trabalho consciente para o bem da sociedade: Quem não trabalha, não come.[4]
3. Preocupação de todos acerca da preservação e multiplicação do bem comum.
4. Alta consciência da responsabilidade social e intolerância a violação do interesse comum.
5. Coletivismo e companheirismo: Um por todos e todos por um.
6. Relações humanas entre seres humanos: Um ser humano é um amigo, um camarada e um irmão para outro ser humano.
7. Honestidade, clareza ética, assim como modéstia e simplicidade tanto na vida particular como na vida pública.
8. Respeito mútuo dentro da família e preocupação acerca da educação das crianças
9. Intolerância a injustiça, parasitismo social, injustiça, gestão de carreira e aquisitividade.
10. Amizade e irmandade entre todas as nações da União das Repúblicas Socialistas Soviéticas, intolerância a qualquer injúria racial ou étnica.
11. Intolerância a todos os inimigos do comunismo, da paz e da liberdade dos povos do mundo.
12. Solidariedade a todos os trabalhadores de todos os países.